# Semiothisa inexcisa
Semiothisa inexcisa là một loài bướm đêm trong họ Geometridae.